# Мохаммад Зія-уль-Хак
Мохаммад Зія-уль-Хак (12 серпня 1924 , Джаландхар, Британська Індія  — 17 серпня 1988 , Бахавалпур, Пенджаб ) — пакистанський військовий і державний діяч, президент.

## Військова кар'єра
Закінчив Індійську королівську військову академію, Коледжі вищого командного складу у Кветті (Пакистан, 1955) і форті Ліванворт (штат Канзас, США). Із 1945 — на службі в Британських ЗС у Бірмі, Малайзії та Індонезії, з 1947 — в армії Пакистану, брав участь у війні з Індією 1965 у Кашмірі. 1 травня 1976 отримав звання повного генерала й посаду начальника генерального штабу.

## Прихід до влади
У березні 1977 року з численними порушеннями пройшли парламентські вибори в Пакистані. Переможцем була оголошена партії влади, що підтримувала З. А. Бхутто. Цей результат не визнав опозиційний блок дев'яти партій — Пакистанський національний альянс. У країні почалися вуличні демонстрації та мітинги, під час яких поліцією та військовими було вбито понад 270 осіб.
5 липня 1977 року військове командування на чолі з начальником штабу сухопутних військ генералом Мохаммадом Зія-уль-Хаком ввело в країні воєнний стан. До суду було віддано кількох членів уряду. З. А. Бхутто був усунений від влади і в квітні 1979 року був повішений за звинуваченнями в корупції та організації вбивств своїх політичних супротивників.
Зія-уль-Хак став впроваджувати у Пакистані ісламізації всіх сторін суспільного життя. За це він отримав від західної преси ім'я: «мулла в уніформі кольору хакі». Були відновлені покарання у вигляді публічного побиття палицями, відрубання кінцівок, уведені традиційні релігійні податки. Наприкінці 1979 була заборонена діяльність усіх політичних партій, за винятком правих консерваторів та релігійно-общинних об'єднань.

## Узаконення президентства
Владу Зія-уль-Хака було узаконено у березні 1981 року тимчасовим конституційним указом, також у цьому ж році було створено Федеральну консультативну раду, яка мала законотворчі ініціативи. Політику ісламізації країни була підтримана під час референдуму в грудні 1984 року.
У лютому 1985 до парламенту обрано прихильників військового режиму на виборах, що пройшли на безпартійній основі. 30 грудня 1985 було скасовано воєнний стан і відновлено дію конституції, президентські повноваження Зія-уль-Хака були значно розширені. У країні був сформований цивільний уряд. Партії отримали право діяти легально, за умови виконання ними офіційних приписів та спеціальних правил.
Для М. Зія-уль-Хака було сприятливим те що у 1980-х Сполучені Штати Америки змушені були зробити ставку в регіоні на Ісламабад як свого головного союзника через падіння шахського режиму в Ірані та вторгнення радянських військ до Афганістану. Він надав на території Пакистану бази для тренування для афганських моджахедів, що вели «священну війну» проти радянських військ в Афганістані. За рахунок цього було отримано доступ до перерозподілу зброї й фінансових ресурсів. Пакистан отримав від США фінансово-технічну допомогу на понад 3,2 млрд доларів. Зія-уль-Хак збирався наздогнати в ядерній сфері Індію, яка з 1974 року володіла ядерною зброєю. 1987 року Пакистан розпочав роботу над власною ядерною та стратегічною ракетною зброєю.

## Загибель
За нез'ясованих обставин загинув у авіакатастрофі 17 серпня 1988 року.